# Andreas Johan Hendrik van der Plaat
Andreas Johan Hendrik van der Plaat (Grave, 11 januari 1761 – Antwerpen, 15 januari 1819) was een Nederlands officier der Genie en ridder der tweede klasse (commandeur) in de Militaire Willems-Orde (8 juli 1815).
Al op dertienjarige leeftijd trad hij als cadet in militaire dienst, werd in 1778 extraordinair ingenieur, in 1784 luitenant der Genie, en ging in 1787, tot kapitein bevorderd met de rang van majoor, in Russische dienst over.
Hij onderscheidde zich in 1788 in de veldslag tegen de Zweden; hij onderscheidde zich eveneens in de campagnes van 1789, 1790, 1791 tegen de Turken. Hij was tegenwoordig bij het veroveren der vestingen Benda, Akkerman, Palanka en Kilia, werd in 1789 tot luitenant-kolonel van een bataljon grenadiers bevorderd, en had een groot aandeel in de verovering van verschillende forten aan den Donau en den sterke vesting Ismaïl. Bij de laatste belegering raakte hij 3 maal gewond, waarvoor hij later van Catharina II een gouden degen ontving. Deze schonk hem ook voor zijn moed in den slag bij Matchin tegen de Turken de Wlademir-orde 4de klasse, en na de vrede, in 1792, werd hij tot ridder 3de klasse in deze orde benoemd. Hij werd belast met de ontwerpen ter verdediging der zuidelijke gewesten van Rusland en met het bestuur van 't werk aan de haven van Odessa en het bouwen van de vesting Tivarspol aan den Dnjestr. Dit werk werd in 1796 voltooid; de hoofdkerk werd naar hem genoemd. In dat jaar ontving hij zijne aanstelling tot directeur-generaal van het departement der genie van Lijfland. In 1797 werd Van der Plaat, op zijn verzoek, eervol ontslagen met de rang van generaal-majoor.
In Nederland teruggekeerd, vestigde hij zich te Vught tot 1807, toen koning Lodewijk hem tot inspecteur van de Waterstaat benoemde. Na de inlijving van Holland bleef hij als ingenieur en chef van het Zuiderzeedepartement, te Amsterdam werkzaam, tot in 1813. Toen trad hij als generaal-majoor in Nederlandse dienst en werd aangesteld tot gouverneur van Breda. Hij verdedigde die vesting, ondanks gebrekkige middelen, moedig tegen een Franse aanval op 20-22 december vanuit Antwerpen. De keizer van Rusland decoreerde hem daarvoor in 1814 met het Grootkruis der Orde van Sint-Anna. Willem I schonk hem het commandeurskruis der Militaire Willems-Orde en benoemde hem in 1815 tot luitenant-generaal. In datzelfde jaar vertrouwde de koning hem de verdediging van Antwerpen toe, bevorderde hem tot commandant van deze stad, en tot commandant van het 4de Generaal Commando.

## Onderscheidingen
- Commandeur in de Militaire Willems-Orde op 8 juli 1815[2]
- Orde van Sint-Vladimir[3]
  - 3e klasse in 1792[3]
  - 4e klasse[3]
- Grootkruis in de Orde van Sint-Anna in 1814

- Biografisch Portaal: 65998323
- International Standard Name Identifier: 0000 0003 8761 5130
- Nederlandse Thesaurus van Auteursnamen: 069955565
- Virtual International Authority File: 280604226
- WorldCat: E39PBJcBXcpXQ337B3rtb93qQq